# Niebla
Niebla é um município da Espanha na província de Huelva, comunidade autónoma da Andaluzia, de área 225 km² com população de 4,072 habitantes (2007) e densidade populacional de 17,60 hab/km².

## Monumentos
Destacam-se no conjunto monumental-histórico:
- Castelo de Niebla
- Muralhas tartéssicas, romanas e árabes de taipa, com as portas de Sevilha, Socorro, Buey e Agua
- Vestígios de San Martín
- Igreja de Santa Maria de la Granada
- Hospital de Nossa Senhora de los Ángeles
- Ponte romana

## Demografia
| Variação demográfica do município entre 1991 e 2004 | Variação demográfica do município entre 1991 e 2004 | Variação demográfica do município entre 1991 e 2004 | Variação demográfica do município entre 1991 e 2004 |
| --------------------------------------------------- | --------------------------------------------------- | --------------------------------------------------- | --------------------------------------------------- |
| 1991                                                | 1996                                                | 2001                                                | 2004                                                |
| 3822                                                | 3846                                                | 3870                                                | 3947                                                |